# Вилхелм Вин
Вилхелм Вин (на немски: Wilhelm Carl Werner Otto Fritz Franz Wien) е германски физик, носител на Нобелова награда за физика за 1911 година. Известен е с извеждане на закона за топлинното излъчване.

## Биография
Роден е на 13 януари 1864 година във Фишхаузен, Източна Прусия. Извършва изследвания в областта на хидродинамиката, термодинамиката, катодните лъчи и оптиката. Приемник на Вилхелм Рьонтген. Преподавател е в Берлинския университет, университета в Гисен, Вюрцбург и Мюнхен. На негово име е кръстен един от кратерите на Марс.
Умира на 30 август 1928 година в Мюнхен.